# Keratosis actinica
Keratosis actinica bestaat uit al dan niet verheven ruwe wrat- of korstachtige plekken op de huid variërend van enkele millimeters tot enkele centimeters in omvang. Ze zijn soms nog beter voelbaar dan zichtbaar. Ze zijn vaak wat wittig op een soms wat rode ondergrond. Actinica  betekent 'gerelateerd aan UV-straling'. Keratosis duidt op versterkte verhoorning van de opperhuid. Voorkeurslocaties zijn de aan zonlicht blootgestelde huidgebieden: handrug, oorschelp, gelaat, niet-meer-behaarde hoofd. Ze komen meestal voor bij oudere mensen vanaf het 60e levensjaar, hoewel de laatste tijd ook op jongere leeftijd, wellicht door zonvakanties en zonnebank. Mensen met een lichte huid en mensen die in de tropen hebben gewoond hebben er daarom ook vaker last van. Ook bij patiënten die immunosuppressiva als azathioprine en ciclosporine gebruiken (bijvoorbeeld vanwege een orgaantransplantatie) komt keratosis actinica meer voor.
Keratosis actinica kan ontaarden in plaveiselcelcarcinoom, hoewel de kans daarop per plekje klein is. De kans hierop wordt -over een aantal jaren gemeten- zeer wisselend opgegeven, van 0,25 tot 25%.

## Achtergrond
- Onder de microscoop is keratosis actinica herkenbaar als atypische, afwijkende keratinocyten. Bij lichte atypie zijn de afwijkingen beperkt tot het onderste 1/3 van de opperhuid. Matige atypie beslaat het onderste 2/3 van de epidermis. Als de volledige dikte van de huid afwijkend is is er sprake van een (plaveiselcel-) carcinoma in situ of morbus Bowen.
- Per definitie is de basale membraan intact (er groeien geen keratinocyten in de dermis), anders zou er sprake zijn van een plaveiselcelcarcinoom.
- De keratose wordt veroorzaakt door een afwijkende bouw van de hoornlaag: dikker (=hyperkeratose), en met celkernen (of -resten) in de corneocyten (=parakeratose).

## Behandeling
Vanwege de kans op ontaarding in plaveiselcelcarcinoom worden grotere plekken vaak behandeld. Dit kan met crèmes (5-fluoro-uracil, imiquimod), bevriezen (cryotherapie), fotodynamische therapie (PDT) of chirurgie. De keuze hangt van de uitgebreidheid, de plaats en de voorkeur van patiënt en arts af. Vroeger werd ook wel tretinoïne gebruikt. Het optreden van pijn bij aanraking van een keratosis actinica kan wijzen op een zich ontwikkelend plaveiselcelcarcinoom.